# Adventure Time (còmic)
Adventure Time és un còmic editat per Boom Studios des de febrer de 2012, canònic amb la sèrie de televisió de Pendleton Ward, tot i que hi ha circumstàncies que es desenvolupen de manera diferent.

## Trama
Al començament de la sèrie, Finn és un noi de 16 anys que viu amb Jake, un gos de 32 anys amb poders màgics, que és el seu millor amic. Viuen en "OOo", un entorn ple de personatges surrealistes i animals que parlen, on la màgia i l'alta tecnologia s'uneixen per crear estranys i nous artefactes, i on es dediquen a tenir aventures com salvar princeses, lluitar contra el mal, explorar llocs desconeguts i ajudar els necessitats.

## Format
La publicació té una història principal, escrita per Ryan North i il·lustrada per Shelli Paroline i Braden Lamb, i una segona escrita per North i dibuixada per un artista independent, dibuixada en el seu estil propi. A partir del número 36, en gener de 2015, els guions són de Chris Hastings i la il·lustració de Zachary Sterling.

## Premis
En 2013, la sèrie va guanyar el Premi Eisner a la millor publicació per infants, i el Harvey Award a la millor publicació gràfica per joves lectors.